# Parlamento da Suécia
O Parlamento da Suécia (sueco: Riksdagen ou Sveriges Riksdag; ( PRONÚNCIA) é o órgão legislativo da Suécia.
É um parlamento unicameral, composto por 349 deputados eleitos em base proporcional, com mandatos de quatro anos. 310 deputados são eleitos diretamente em círculos plurinominais, e 39 são eleitos por um círculo nacional compensatório.
A sede do parlamento se encontra no edifício Riksdagshuset, situado em Helgeandsholmen, uma pequena ilha no centro de Estocolmo.

## Nome
Riksdag é etimologicamente a mesma palavra que Reichstag, do alemão. É também utilizada por falantes de sueco para se referirem aos parlamentos da Finlândia (é o termo oficial da minoria sueca que lá vive) e da Estônia, bem como para o velho Reichstag da Alemanha.

## Constituição
O Riksdagen executa as funções normais de um parlamento em democracia parlamentar. Pode decretar leis, retificar a constituição e prescrever um governo. Como na maioria das democracias parlamentares, o chefe de estado delega a um político a missão de formar um governo. Sob o novo Instrumento de Governo (uma das quatro leis fundamentais da Constituição da Suécia) instituído em 1974, essa atribuição foi retirada do monarca e dada ao Presidente do Parlamento (Riksdagens talman). Sob o novo Instrumento de Governo, para fazer mudanças na Constituição as  emendas devem ser aprovadas duas vezes pelo Parlamento, em dois  períodos eleitorais consecutivos, entremeados por uma eleição geral.

## Governo
Depois de manter conversações com líderes de vários partidos, o Presidente  do Riksdagen nomeia um primeiro-ministro. Para formar um governo, o primeiro-ministro recém-designado deve apresentar uma lista com os membros do Conselho de Ministros para ser avaliada e aprovada pelo Parlamento.
O Parlamento pode depositar um voto de desconfiança contra qualquer membro do governo, provocando consequentemente a sua resignação. O voto de desconfiança ao primeiro-ministro (Statsminister) significa que todo o governo é rejeitado, e eleições gerais devem ser convocadas dentro de uma semana ou um novo primeiro-ministro deve ser nomeado.

## Política
Partidos políticos são fortes na Suécia, com membros do Riksdag normalmente sustentando seus partidos em votos parlamentares. Na maioria dos casos, governos podem comandar o suporte da maioria no Riksdag, permitindo o governo controlar a agenda parlamentar.
Por muitos anos, nenhum partido político na Suécia conseguiu ter maioria parlamentar, então partidos políticos com agendas similares cooperam com várias saídas, formando governos multipartidários. Em geral, há dois grandes e importantes blocos dentro do parlamento, o da esquerda e o da direita. 
O Partido Social Democrata tem sido a força dominante na Suécia, mas na decorrência das eleições gerais suecas de 2022 perdeu a maioria parlamentar para a aliança de partidos conservadores e liberais que elegeram o moderado Ulf Kristersson como primeiro-ministro. Kristersson acredita em ideais de livre mercado, sustentabilidade, bem-estar e em políticas migratórias que promovam a integração. 

## Comissões parlamentares
O Parlamento da Suécia está organizado em 15 comissões parlamentares e cada comissão tem 17 deputados, refletindo a composição política do parlamento.
As moções aprovadas no parlamento e as propostas apresentadas pelo Governo são remetidas para a respetiva comissão parlamentar, assim analisam e discutem o assunto, produzindo propostas finais que são levadas ao parlamento para votação.

## Grupos parlamentares
| Partido | Partido                  | Ideologia               | Espectro                | Mandatos  |
| ------- | ------------------------ | ----------------------- | ----------------------- | --------- |
|         | Partido Social Democrata | Social-democracia       | Centro-esquerda         | 107 / 349 |
|         | Democratas Suecos        | Nacionalismo sueco      | Direita/Extrema-direita | 73 / 349  |
|         | Partido Moderado         | Conservadorismo liberal | Centro-direita          | 68 / 349  |
|         | Partido da Esquerda      | Socialismo democrático  | Esquerda                | 24 / 349  |
|         | Partido do Centro        | Agrarianismo            | Centro-direita/Centro   | 24 / 349  |
|         | Democratas Cristãos      | Democracia cristã       | Centro-direita          | 19 / 349  |
|         | Partido Verde            | Ecologismo              | Centro-esquerda         | 18 / 349  |
|         | Liberais                 | Liberalismo clássico    | Centro-direita/Centro   | 16 / 349  |

## História
As raízes do Riksdagen podem ser encontradas no ano de 1435, quando um grupo de nobres se reuniu na cidade de Arboga, no condado de Västmanland. Essa organização informal foi modificada em 1527 pelo rei Gustav I Vasa para incluir representantes de todos os estamentos ou ordens: a nobreza, o clero, a burguesia e o campesinato.
Essa forma de representação corporativa durou até  1865, quando a representação por estamento foi abolida, estabelecendo-se o moderno parlamento bicameral, composto por uma Primeira Câmara (Första kammaren) e uma Segunda Câmara (Andra kammaren).
As duas câmaras tinha exatamente o mesmo poder, podendo bloquear as decisões através de veto. Por outro lado, as Comissões parlamentares eram comuns às duas câmaras.
Mas o Riksdagen só se tornou efetivamente um parlamento no sentido moderno do termo quando foram estabelecidos os princípios parlamentares no sistema político do país, no fim de 1917. Em 1970, através de uma emenda à Constituição da Suécia, o Parlamento tornou-se unicameral, com 350 cadeiras (175 para membros do governo e 175 para a oposição) e, em 1976, com 349 assentos, para evitar empate nas votações.

## Galeria

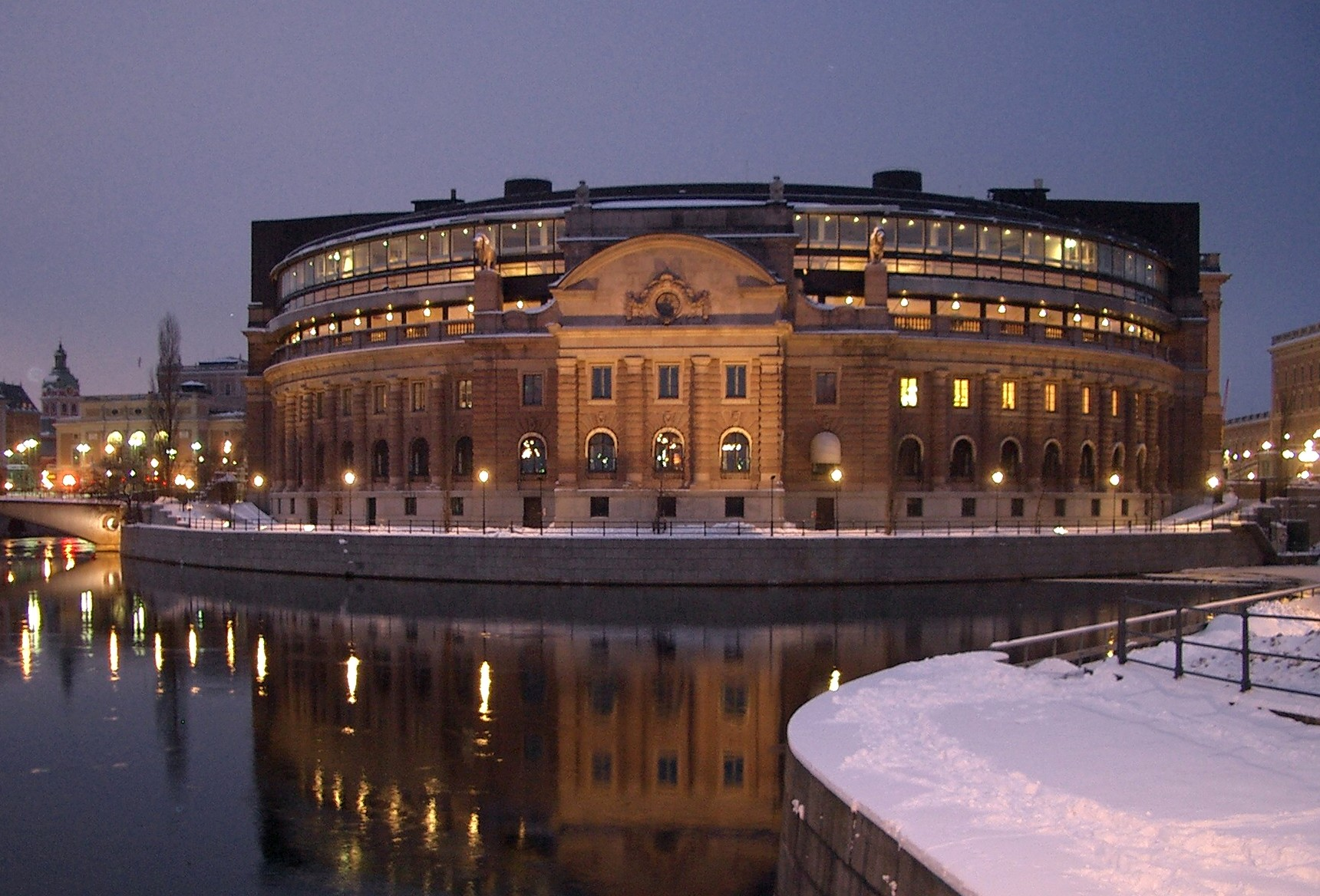
O Riksdagen à noite.
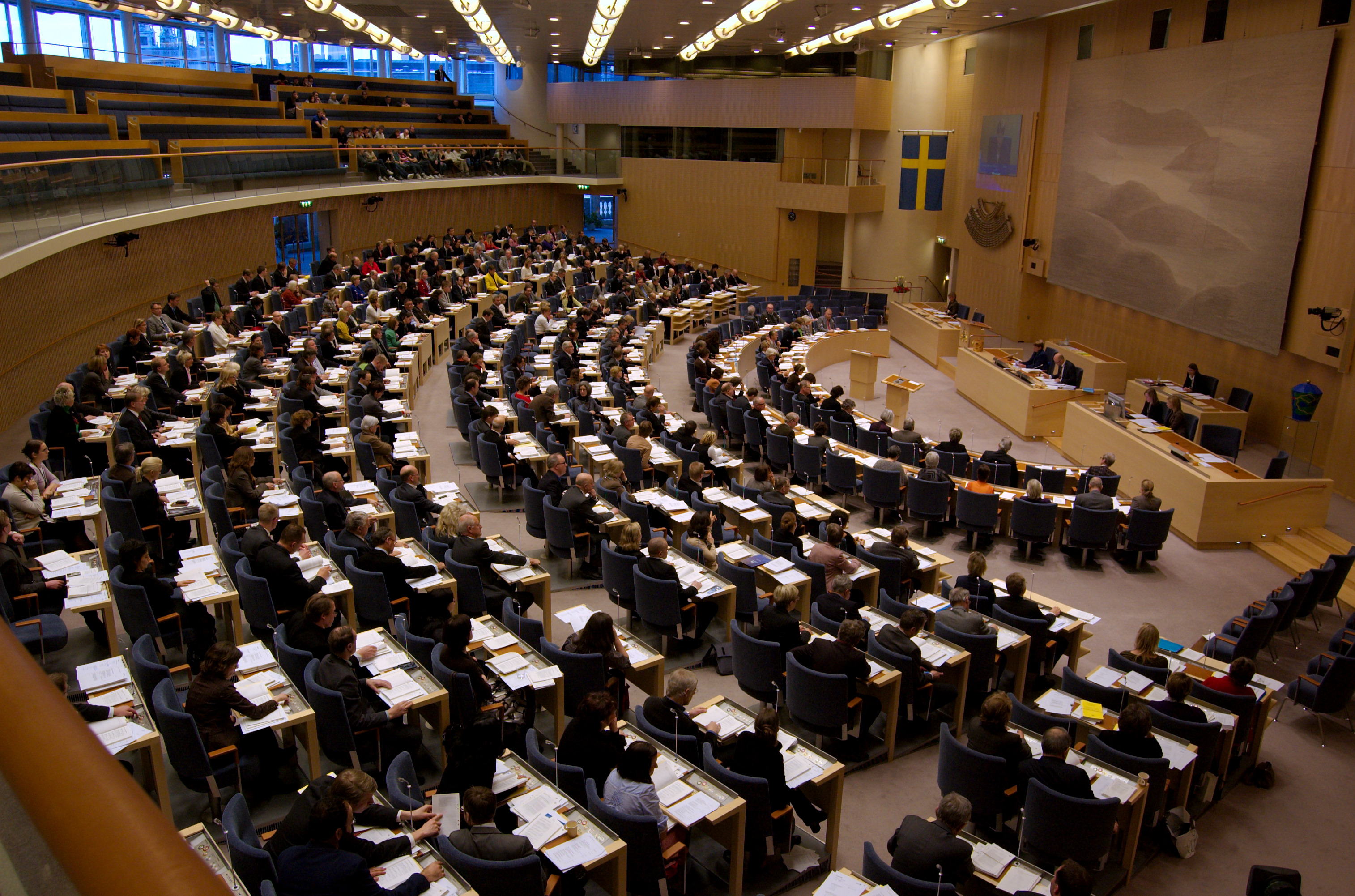
Câmara do parlamento.
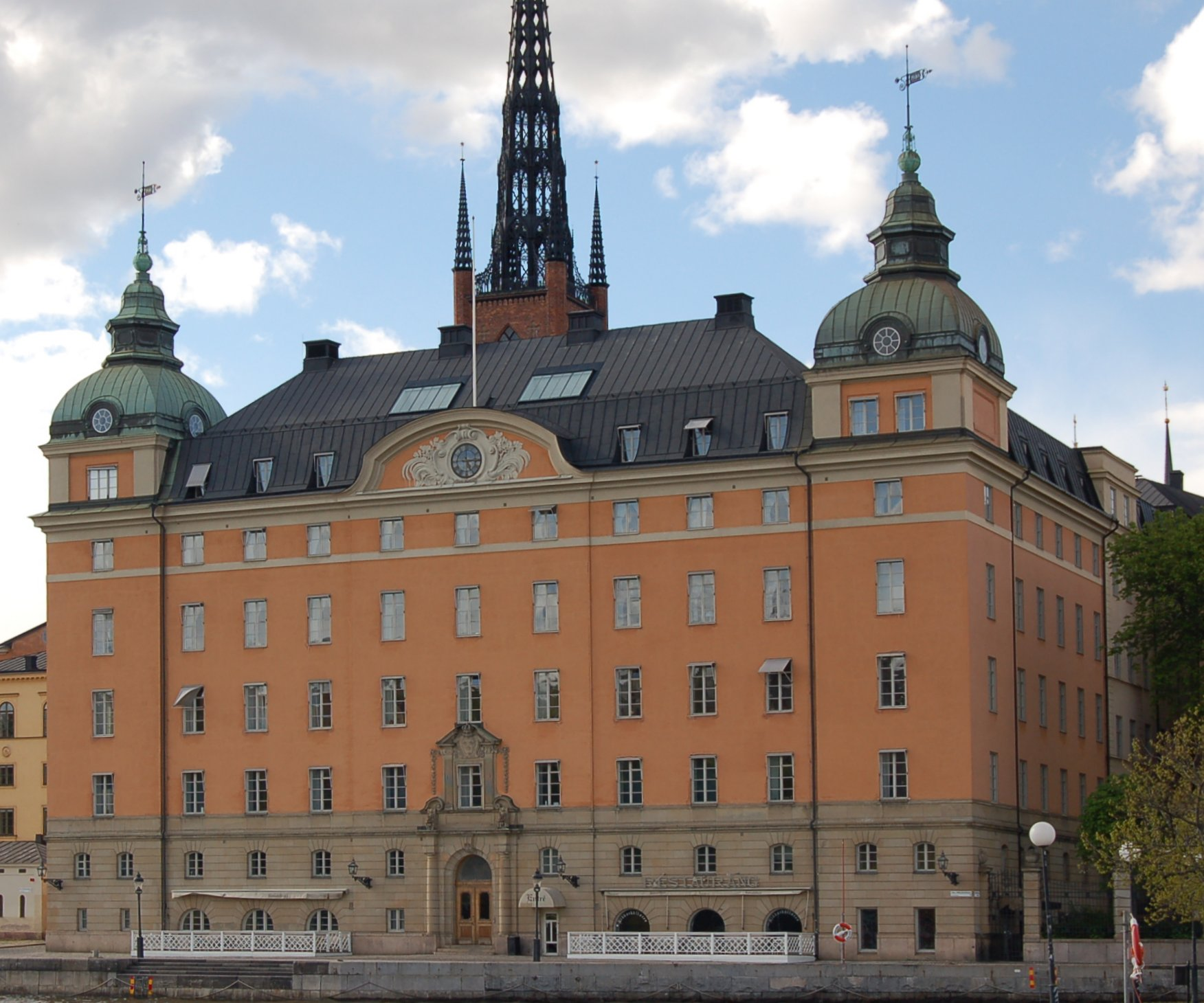
Prédio da antiga sede do parlamento.